# I love mini shopping
I love mini shopping è un libro di Sophie Kinsella, edito da Arnoldo Mondadori Editore nella collana Omnibus stranieri dell'anno 2010.

## Trama
Becky Brandon (nata Bloomwood) è tornata alla carica ma questa volta a farle compagnia in questo shopping sfrenato c'è la sua piccola Minnie. La bimba, che ora ha due anni, sembra aver ereditato dalla madre questa passione che, entrando in un negozio, la porta ad afferrare tutto ciò che incontra al grido di “mioooo!!”. Comunque Becky si rifiuta di considerare che la sua sia una bimba viziata, ma in realtà per la nostra protagonista c'è proprio bisogno di una tata come quelle dei reality tv.
Questo non sarà l'unico problema che Rebecca si troverà ad affrontare: la signora Brandon e il marito Luke vivono ancora a Oxshott nella casa dei genitori di lei, la convivenza forzata alla lunga pesa e la crisi finanziaria si fa sentire, causando ogni genere di preoccupazione in famiglia.
Ma ciò che la tormenta di più è la festa a sorpresa che sta organizzando per il compleanno di Luke. Vuole che tutto sia perfetto , con tanto di fuochi d'artificio e mangia fuoco. Ma ce la farà Becky a far mantenere il segreto, ma soprattutto riuscirà a non ritrovarsi con il “conto in rosso”?

## Edizioni
- Sophie Kinsella, I love mini shopping, 1ª ed., Arnoldo Mondadori Editore, 2010,  pp. 379, ISBN 978-88-04-60207-1.